# Je signe avec du plomb... Garringo
Pour plus de détails, voir Fiche technique et Distribution.
Je signe avec du plomb... Garringo (Una bala marcada) est un western spaghetti hispano-italien sorti en 1972, réalisé par Juan Bosch Palau.

## Synopsis
De retour au pays, Garringo trouve la ferme de ses parents en ruine. C'est Styles, l'assassin de son père, qui possède maintenant la presque totalité des terres de la région et la ville voisine. Il prépare ses noces avec Catherine, la nièce de Duffy, un ancien rancher qui s'est adonné à la production et à la boisson de whisky. Après quelques échanges peu agréables, Styles comprend que Garringo va le gêner, et entreprend de l'éliminer. Mais ni le groupe de tueurs qu'il envoie, ni le pistolero Towers qu'il a engagé n'y parviennent. Garringo a réveillé le courage des fermiers menacés par Styles, ce qui provoque la colère de ce dernier, menant ses hommes au saccage des fermes des révoltés. Mais Garringo et Duffy parviennent à se défendre et éliminent les agresseurs, y compris Styles.

## Fiche technique
- Titre français : Je signe avec du plomb... Garringo
- Titre original espagnol : Una bala marcada
- Genre : western spaghetti
- Réalisation : Juan Bosch Palau
- Scénario : Juan Boch Palau, Fabio Piccioni
- Musique : Bruno Nicolai
- Production : Astro C.C., Lea Film
- Photographie : Giancarlo Ferrando
- Montage : Luis Puigvert
- Durée : 84 min
- Décors : Riccardo Domenici
- Costumes : Luciano Sagoni
- Maquillage : Giuseppe Ferrante, Elisa Aspachs
- Pays de production :  Espagne,  Italie
- Langues originales : espagnol, italien
- Année de sortie : 1972
- Date de sortie en salle en France : 8 novembre 1973[1]

## Distribution
- Peter Lee Lawrence : Arizona / Garringo
- Maria Pia Conte : Catherine
- Roberto Camardiel : Duffy
- Frank Braña : Austin Styles
- Carlo Gaddi : Jim Towers
- Dada Gallotti : Nora Stephens
- Luis Induni : le shérif Cassidy
- Juan Torres : Chuck, le barman
- Gaspar Indio González : un gars avec Styles
- José Castillo : Warren
- Gustavo Re : le dentiste